# Psychotria globicephala
Psychotria globicephala är en måreväxtart som beskrevs av James Sykes Gamble. Psychotria globicephala ingår i släktet Psychotria och familjen måreväxter. Inga underarter finns listade i Catalogue of Life.